# Леджери, Мануэла
Мануэла Леджери (итал. Manuela Leggeri; р. 9 мая 1976, Сецце, провинция Латина, область Лацио, Италия) — итальянская волейболистка. Центральная блокирующая. Чемпионка мира 2002.

## Биография
Игровая волейбольная карьера Мануэлы Леджери началась в 1991 году в 15-летнем возрасте в команде «Приверно», выступавшей в серии D чемпионата Италии. В следующем году волейболистка дебютировала уже в сильнейшем дивизионе (серия А1) в римском «Финкресе», выступая за который в 1993 выиграла свой первый трофей — Кубок Европейской конфедерации волейбола. В дальнейшем на протяжении 5 лет (с 1994 по 1999) Леджери сменила 5 клубов, но первых серьёзных успехов на национальном уровне добилась, перейдя в одну из сильнейших команд страны — «Модену», с которой впервые стала чемпионкой и обладателем Кубка Италии, а в 2001 победила и в Лиге чемпионов ЕКВ. Затем на протяжении трёх сезонов выступала за «Монтескьяво» из Йези и в её составе дважды выигрывала медали национального первенства и дважды — Кубка ЕКВ. Следующий всплеск результатов Мануэлы Леджери случился уже на закате её волейбольной карьеры — в команде «Ребекки-Нордмекканика» из Пьяченцы, когда спортсменка дважды становилась чемпионкой страны, дважды обладателем Кубка и ещё дважды — Суперкубка Италии. Сезон 2015—2016 Леджери провела в серии А2 второй по значимости дивизион) в команде «Воллей Миллениум» из Брешиа, после чего завершила игровую карьеру. В 2016 вошла в тренерский штаб ВК «Вольта Мантована», выступающей в серии С чемпионата Италии.
В 1994 году 18-летняя Мануэла Леджери впервые была вызвана с национальную сборную Италии и дебютировала в ней 30 мая в товарищеском матче со сборной Японии. За период с 1995 по 2004 годы Леджери в составе «скуадры адзурры» выступала на двух Олимпиадах (2000 и 2004), двух чемпионатах мира (1998 и 2002), двух розыгрышах Кубка мира (1999 и 2003), пяти чемпионатах Европы (1995, 1997, 1999, 2001, 2003), пяти розыгрышах Гран-при (1997—2000, 2003, 2004). Вместе со своей сборной она выигрывала золотые награды чемпионата мира (в 2002), а также «серебро» и «бронзу» первенств Европы и «серебро» Гран-при (в 2004). Дважды Леджери признавалась лучшей блокирующей официальных международных турниров на уровне сборных. Всего же на момент окончания карьеры в национальной команде Италии (после Олимпиады-2004) на счету Мануэлы Леджери 326 матчей, проведённых в форме «скуадры адзурры» (с 2002 в качестве капитана).

### Клубная карьера
- 1991—1992 —  «Приверно»;
- 1992—1994 —  «Финкрес» (Рим);
- 1994—1995 —  «Астер» (Рим);
- 1995—1996 —  «Альтамура»;
- 1996—1997 —  «Мединекс» (Реджо-ди-Калабрия);
- 1997—1998 —  «Спеццано» (Фьорано-Моденезе);
- 1998—1999 —  «Чентро-Эстер» (Неаполь);
- 1999—2002 —  «Модена»;
- 2002—2005 —  «Монтескьяво» (Йези);
- 2005—2007 —  «Падова» (Падуя);
- 2007—2008 —  «Виченца»;
- 2008—2009 —  «Сассуоло»;
- 2009—2011 —  «Сирио» (Перуджа);
- 2011—2015 —  «Ребекки-Нордмекканика» (Пьяченца);
- 2015—2016 —  «Воллей Миллениум» (Брешиа).

## Достижения

### Со сборной Италии
- чемпионка мира 2002.

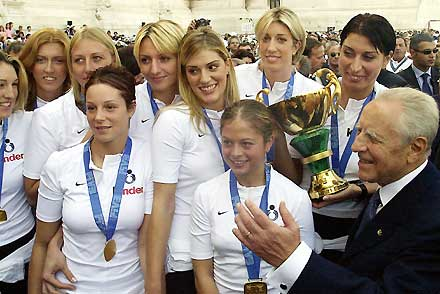
Итальянские волейболистки — чемпионки мира 2002 — на приёме у президента Италии. Справа с чемпионским кубком — капитан команды Мануэла Леджери.

- серебряный призёр Мирового Гран-при 2004.
- серебряный (2001) и бронзовый (1999) призёр чемпионатов Европы.
- двукратная чемпионка Средиземноморских игр — 1997, 2001.

### С клубами
- 3-кратная чемпионка Италии — 2000, 2013, 2014;
  - 4-кратный бронзовый призёр чемпионатов Италии — 2003, 2004, 2012, 2015.
- 3-кратный победитель розыгрышей Кубка Италии — 2002, 2013, 2014;
  - 3-кратный серебряный призёр Кубка Италии — 2000, 2003, 2012.
- двукратный победитель розыгрышей Суперкубка Италии — 2013, 2014.
- победитель Лиги чемпионов ЕКВ 2001.
- 3-кратный победитель розыгрышей Кубка Европейской конфедерации волейбола (ЕКВ) — 1993, 1999, 2002;
  - серебряный (2004) и бронзовый (2005) призёр Кубка ЕКВ.
- двукратный серебряный призёр розыгрышей Кубка вызова ЕКВ — 2008, 2013.

### Индивидуальные
- Лучшая блокирующая чемпионата Европы 2001.
- Лучшая блокирующая Мирового Гран-при 2004.
- Лучший игрок «финала четырёх» Кубка ЕКВ 2002.
- Лучшая подающая «финала четырёх» Кубка вызова ЕКВ 2008.
- Лучшая блокирующая чемпионатов Италии 2003 и 2012.

## Награды
- Кавалер ордена «За заслуги перед Итальянской Республикой» (8 ноября 2002)[2].
- Золотая цепь «За спортивные заслуги» (11 ноября 2004).